# Chacaltaya
Chacaltaya é um pico da Cordilheira dos Andes de 5 421 m de altitude localizado na Bolívia (coordenadas: 16° 21′ 12″ S, 68° 07′ 53″ O). Está a cerca de 30 km da cidade de La Paz, e próximo a Huayna Potosí. O acesso à estação é por uma estrada estreita e bem íngreme, e para se chegar à base é necessário vencer um caminho de 200 m construído na década de 1930. É destino turístico de muitas pessoas todo ano, e a estação propícia para se esquiar é, surpreendentemente, o verão, quando a neve está em melhores condições para o esporte. É controlado pelo Club Andino Boliviano.
Faz muito frio no inverno e a neve é escassa nesta estação, funcionando somente nos fins de semana a partir do mês de novembro até fevereiro, durante o verão.

Nesse pico está a estação de esqui de maior altitude no mundo, a 5 395 m em relação ao nível do mar. Atualmente, esta estação  está desativada devido às mudanças climáticas. Existem estudos para viabilizar outra estação nesta região em altitude superiores  (aproximadamente 5 800 m). O Observatório Astrofisico de Chacaltaya foi por muitos anos o motor da grande colaboração internacional para o estudo de raios cósmicos.

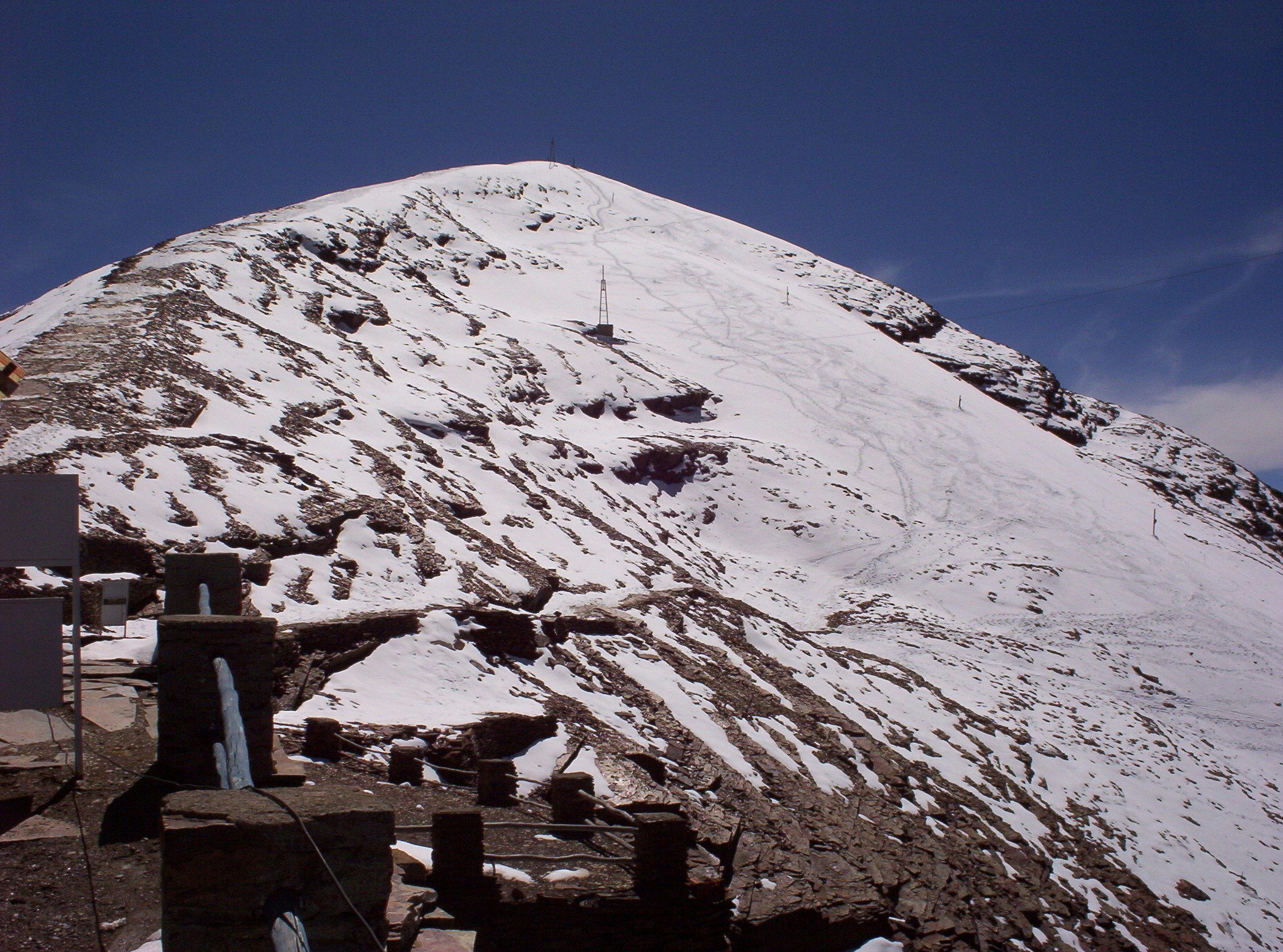
Chacaltaya com neve.